# 松本幹太
松本 幹太（まつもと かんた、1998年7月16日 - ）は、東京都出身のサッカー選手。ポジションは、フォワード。

## 来歴
東京都出身で中学進学と同時に東京ヴェルディ1969の下部組織に入団。ジュニアユース時代からサイドバックの選手だったが、高校でフォワードに転向。大学では桐蔭横浜大学に進学し、3年時に全日本大学サッカー選手権で準優勝に貢献した。2020年3月、J2リーグのモンテディオ山形に加入が内定した。また6月には特別指定選手に承認された。
2021年よりモンテディオ山形に正式加入。3月7日、J2リーグ第2節の東京ヴェルディ戦でプロデビューを果たした。
2022年12月27日、J3・テゲバジャーロ宮崎へ期限付き移籍する事が発表された。
2023年12月4日、宮崎への期限付き移籍期間満了及び山形との契約満了が発表。同年12月12日、Jリーグ合同トライアウトに出場。
2024年2月1日、ヴェロスクロノス都農への移籍が発表された。

## 所属クラブ
- MIP FC
- 東京ヴェルディジュニアユース
- 東京ヴェルディユース
- 桐蔭横浜大学
  - 2020年6月 - 同年12月 モンテディオ山形（特別指定選手）
- 2021年 - 2023年  モンテディオ山形
  - 2023年  テゲバジャーロ宮崎(期限付き移籍)
- 2024年-  ヴェロスクロノス都農

## 個人成績
| 国内大会個人成績 | 国内大会個人成績 | 国内大会個人成績 | 国内大会個人成績 | 国内大会個人成績 | 国内大会個人成績 | 国内大会個人成績 | 国内大会個人成績 | 国内大会個人成績 | 国内大会個人成績 | 国内大会個人成績 | 国内大会個人成績 |
| 年度             | クラブ           | 背番号           | リーグ           | リーグ戦         | リーグ戦         | リーグ杯         | リーグ杯         | オープン杯       | オープン杯       | 期間通算         | 期間通算         |
| 年度             | クラブ           | 背番号           | リーグ           | 出場             | 得点             | 出場             | 得点             | 出場             | 得点             | 出場             | 得点             |
| 日本             | 日本             | 日本             | 日本             | リーグ戦         | リーグ戦         | リーグ杯         | リーグ杯         | 天皇杯           | 天皇杯           | 期間通算         | 期間通算         |
| ---------------- | ---------------- | ---------------- | ---------------- | ---------------- | ---------------- | ---------------- | ---------------- | ---------------- | ---------------- | ---------------- | ---------------- |
| 2019             | 桐蔭横浜大       | 15               | -                | -                | -                | -                | -                | 2                | 1                | 2                | 1                |
| 2020             | 桐蔭横浜大       | 9                | -                | -                | -                | -                | -                | 2                | 1                | 2                | 1                |
| 2021             | 山形             | 27               | J2               | 10               | 0                | -                | -                | 1                | 1                | 11               | 1                |
| 2022             | 山形             | 27               | J2               | 0                | 0                | -                | -                | 0                | 0                | 0                | 0                |
| 2023             | 宮崎             | 20               | J3               | 11               | 0                | -                | -                | 1                | 0                | 12               | 0                |
| 2024             | 都農             |                  | 九州             |                  |                  |                  |                  |                  |                  |                  |                  |
| 通算             | 日本             | 日本             | J2               | 10               | 0                | -                | -                | 1                | 1                | 11               | 1                |
| 通算             | 日本             | 日本             | J3               | 11               | 0                | -                | -                | 1                | 0                | 12               | 0                |
| 通算             | 日本             | 日本             | 他               | -                | -                | -                | -                | 4                | 2                | 4                | 2                |
| 総通算           | 総通算           | 総通算           | 総通算           | 21               | 0                | -                | -                | 6                | 3                | 27               | 3                |

- 2020年 特別指定選手としての公式戦出場無し

- Jリーグ初出場 - 2021年3月7日 J2第2節 東京ヴェルディ戦(味スタ)
- 公式戦初ゴール - 2021年6月9日 天皇杯2回戦 ヴェルスパ大分戦(NDスタ)